# Alestes stuhlmannii
Alestes stuhlmannii é uma espécie de peixe da família Alestiidae.
É endémica da Tanzânia.
Os seus habitats naturais são: rios.